# Gulliver utazásai (film, 1939)
A Gulliver utazásai (eredeti cím: Gulliver's Travels) 1939-ben bemutatott amerikai rajzfilm, amely a világhírű Jonathan Swift azonos története alapján készült. Az animációs játékfilm rendezője Dave Fleischer, producere Max Fleischer. A forgatókönyvet Dan Gordon, Cal Howard, Tedd Pierce, Edmond Seward és Isadore Sparber írta, zenéjét Victor Young szerezte. A Fleischer Studios készítette, a Paramount Pictures forgalmazta.
Amerikában 1939. december 22-én mutatták be a mozikban, Magyarországon két szinkronos változat is készült belőle, amelyből az elsőt 1963. december 26-án a Magyar Televízióban vetítették le, a másodikat 1994-ben adták ki VHS-en a Fümoto forgalmazásában.

## Cselekmény
A történet az 1699-es évben játszódik, amikor egy angol hajó tengeri viharba kerül és felborul. Az egyetlen túlélő Lemuel Gulliver, aki hajótörést szenved, és egy ismeretlen parton köt ki. Kimerülten elalszik, és az éneklő vízimentő, Gabby fedezi fel. Gabby egy kistermetű ember. Gabby eleinte nem is látja, hogy a parton lévő nagy tárgy egy ember. Amikor ezt észreveszi, pánikba esik, és elrohan a királyához.
Lilliput királya azonban mással van elfoglalva. Lányát egy Blefuscu herceghez akarja férjhez adni. Blefuscu forrófejű Bombo királya azonban lefújta az egész lakomát. A két uralkodó ugyanis nem tud megegyezni abban, hogy melyik nemzeti himnusz szóljon az esküvőn - Lilliput királya ragaszkodik az Allegiance himnuszához, Bombó király viszont kétségbeesetten szeretné, ha az ő Foreverjét játszanák el. Ez a lilliputiak számára elfogadhatatlan, ezért a két törpe nemzet háborút hirdet egymásnak, a lilliputi Gloria hercegnő és Dávid, Blefuscu határozatlan hercege nagy bánatára, akik szeretik egymást.
Gabby mindent megtesz, hogy Gulliverre felhívja Lilliput király figyelmét. Gabby felveti, hogy Gulliver talán kém. A lilliputiak összegyűlnek, és a partra mennek, hogy elfogják Gullivert. Gulliver, aki még mindig alszik, nem veszi észre, hogy a kisemberek megkötözik. Felrakják egy szekérre, és Lilliputba viszik, ahol később felébred. A lilliputiak kötelei nem elég erősek ahhoz, hogy Gullivert fogva tartsák, és ő könnyedén kiszabadítja magát. A lilliputiak az óriás miatt elmenekülnek. Gulliver megmutatja, hogy nem akar rosszat, és Lilliput király szolgálatába áll. Amikor Blefuscu katonái megtámadják az országot, Gulliver számára nem nehéz elkergetni őket. A lilliputiak számára itt válik világossá, hogy Gulliver hatalmas fegyvert jelent számukra. Így mindent megkap, amire szüksége van.
Eközben Blefuscu királya megparancsolta három kémjének Lilliputban, hogy gyilkolják meg Gullivert, hogy legyőzhesse Lilliputot. A kémek ellopják Gulliver pisztolyát, és arra készülnek, hogy ellene használják. Ezt többször megpróbálják, de az ügyetlenségük miatt nem sikerül. Közben Gulliver beszél Gloria hercegnővel és Dávid herceggel, akiknek titokban kellene találkozniuk. Úgy dönt, hogy segít nekik, hogy kibékítse a két törpe nemzetet. Azt javasolja, hogy mindkét himnuszt énekeljék el.
Amikor Blefuscu kémeinek postagalambját Gabby elfogja, a liliputiak rájönnek, hogy Bombó király titkos támadást tervez. A két faj felkészíti teljes hadseregét egy mindent eldöntő csatára. Gulliver sikertelenül próbálja rendre utasítani a két hadsereget. Amikor Blefuscu kémei pisztolyt szegeznek Gulliverre és tüzelnek, Dávid herceg még időben meghiúsítja ezt, a golyó őt találja el. Bombo király gyászolja fia elvesztését. Gulliver megmutatja a két királynak, hogy a két nép közötti háborúnak semmi értelme, és kibékülést kezdeményez. Végül kiderül, hogy Dávid herceg nem halt meg, és Gloria hercegnővel összeházasodnak. A két törpe nemzet egyesül, és új hajót építenek Gulliver számára, hogy hazatérhessen.

## Szereplők
| Szereplő         | Eredeti hang                             | Magyar hang                    | Magyar hang                       |
| Szereplő         | Eredeti hang                             | 1. magyar szinkron (MTV, 1963) | 2. magyar szinkron (Fümoto, 1994) |
| ---------------- | ---------------------------------------- | ------------------------------ | --------------------------------- |
| Gulliver         | Sam Parker Max Smith (ének)              | Lőte Attila                    | Gesztesi Károly                   |
| Gabby            | Pinto Colvig                             | Rátonyi Róbert                 | Kocsis György                     |
| Snitch           | Pinto Colvig                             | ?                              | Szirtes Gábor                     |
| III. Apró király | Jack Mercer                              | Keleti László                  | Dobránszky Zoltán                 |
| Snoop            | Jack Mercer                              | ?                              | Faragó József                     |
| Pöttöm király    | Tedd Pierce                              | Csákányi László                | Szabó Ottó                        |
| Sneak            | Tedd Pierce                              | ?                              | Czvetkó Sándor                    |
| Glória hercegnő  | Livonia Warren Jessica Dragonette (ének) | Csűrös Karola                  | Dudás Eszter                      |
| Dávid herceg     | Jack Mercer Lanny Ross (ének)            | ?                              | Gyabronka József                  |

- További magyar hangok (1. magyar szinkronban): Gombos Katalin, Kőmíves Sándor
- További magyar hangok (2. magyar szinkronban): Bartucz Attila, Garai Róbert, Imre István, Kardos Gábor, Pethes Csaba, Rosta Sándor, Szokol Péter, Wohlmuth István

## Betétdalok
- All's Well
- Faithful/Forever
- It's a Hap-Hap-Happy Day
- Bluebirds in the Moonlight (Silly Idea)
- I Hear a Dream (Come Home Again)
- We're All Together Now

## Televíziós megjelenések
- Az eredeti magyar szinkronnal az alábbi televíziókban vetítették le:
- MTV